# Gai Ursani
Gai Ursani (en llatí Caius Ursanius) va ser elegit tribú de la plebs l'any 197 aC. En parla Titus Livi, però en algunes edicions d'aquest autor se l'anomena Gai Afrani, i en altres Gai Ursani, i de fet el nom Ursani no apareix en cap més autor ni lloc.